# Tojolabal
Le tojolabal est une langue maya parlée au Mexique, essentiellement dans les municipios de Las Margaritas et d'Altamirano, situés dans le Chiapas, par les Tojolabals.

## Écriture
| Majuscules | Ꞌ | A | B | Bꞌ | Ch | Chꞌ | D | E  | G  | I   | J | K | KꞋ | L |
| Minuscules | ꞌ | a | b | bꞌ | ch | chꞌ | d | e  | g  | i   | j | k | kꞌ | l |
|            |   |   |   |    |    |     |   |    |    |     |   |   |    |   |
| Majuscules | M | N | O | P  | R  | S   | T | Tꞌ | Ts | Tsꞌ | U | W | X  | Y |
| Minuscules | m | n | o | p  | r  | s   | t | tꞌ | ts | tsꞌ | u | w | x  | y |

## Phonologie
Les tableaux présentent les phonèmes du tojolabal, avec à gauche l'orthographe en usage.

### Voyelles
|         | Antérieure | Centrale | Postérieure |
| ------- | ---------- | -------- | ----------- |
| Fermée  | i [i]      |          | u [u]       |
| Moyenne | e [e]      |          | o [o]       |
| Ouverte |            | a [a]    |             |

### Consonnes
|               |               | Bilabiale | Alvéolaire | Palatale  | Vélaire | Glottale |
| ------------- | ------------- | --------- | ---------- | --------- | ------- | -------- |
| Occlusives    | Sourdes       | p [p]     | t [t]      |           | k [k]   | ’ [ʔ]    |
| Occlusives    | Éjectives     | pʼ [pʼ]   | tʼ [tʼ]    |           | kʼ [kʼ] |          |
| Occlusives    | Sonores       | b [d]     | d [d]      |           | g [g]   |          |
| Occlusives    | Implosives    | bʼ [ɓ]    |            |           |         |          |
| Fricatives    | Fricatives    |           | s [s]      | x [ʃ]     | j [x]   |          |
| Affriquées    | Sourdes       |           | tz [t͡s]    | ch [t͡ʃ]   |         |          |
| Affriquées    | Éjectives     |           | tzʼ [t͡sʼ]  | chʼ [t͡ʃʼ] |         |          |
| Nasales       | Nasales       | m [m]     | n [n]      |           |         |          |
| Liquides      | Liquides      |           | l [l]      |           |         |          |
| Roulées       | Roulées       |           | r [r]      |           |         |          |
| Semi-voyelles | Semi-voyelles | w [w]     |            | y [j]     |         |          |